# Kevin Durand
Kevin Serge Durand (Thunder Bay, Ontario; 14 de enero de 1974) es un actor canadiense, conocido principalmente por sus papeles de Joshua en Dark Angel y de Martin Keamy en Lost.

## Biografía
Durand nació en Thunder Bay, Ontario, Canadá, donde fue al instituto St. Ignatius. Asistió a la Universidad de Windsor y se unió a un grupo de teatro con el que realizó varias presentaciones en Charlottetown. Su primera gran actuación fue en 1998 en la película Mystery, Alaska, junto a Russell Crowe.
Se hizo más conocido en la película de 2004 The Butterfly Effect, en la que también trabajó Ashton Kutcher, haciendo el papel de Carlos. Ha participado en series como Dark Angel, donde interpretó a Joshua, CSI: Miami, CSI: Las Vegas, E.R., Without a Trace y Dead Like Me. También apareció en Stargate SG-1 como el villano Lord Zipacna y en Lost haciendo el papel de Martin Keamy. Desde 2014 participa como Vasily Fet en la serie The Strain, basada en las novelas de la Trilogía de la Oscuridad de Guillermo del Toro y Chuck Hogan, con una última temporada en 2017. En 2015 se unió al elenco de la serie Vikings en el papel de Harbard.
Además de trabajar en televisión, ha aparecido en películas como Walking Tall, donde interpretó a Booth, Wild Hogs y Smokin' Aces, en el papel de Jeeves Tremor. En 2009 interpretó al mutante Blob en X-Men Origins: Wolverine, protagonizada por Hugh Jackman, con quien volvió a trabajar en 2012 en la película Real Steel.
En 2009 estuvo nominado para un premio Saturn al Mejor Actor Invitado por su trabajo en la serie Lost, pero perdió frente a Jimmy Smits.

## Vida personal
Durand se casó con su novia de largo tiempo en octubre de 2010. Tienen dos hijas juntos. Durand es un hablante fluido de francés.

## Filmografía

### Cine
| Año  | Título                                | Personaje                     |
| ---- | ------------------------------------- | ----------------------------- |
| 1999 | Austin Powers: The Spy Who Shagged Me | Bazooka Marksman Joe          |
| 1999 | Mystery, Alaska                       | 'Tree' Lane                   |
| 2002 | K-9: P.I.                             | Agente Verner                 |
| 2004 | The Butterfly Effect                  | Carlos                        |
| 2004 | Scooby-Doo 2: Monsters Unleashed      | Black Knight Ghost            |
| 2004 | Walking Tall                          | Booth                         |
| 2006 | Big Momma's House 2                   | Oshima                        |
| 2007 | Smokin' Aces                          | Jeeves Tremor                 |
| 2007 | Wild Hogs                             | Red                           |
| 2007 | Throwing Stars                        | Reed                          |
| 2007 | 3:10 to Yuma                          | Tucker                        |
| 2007 | Stars                                 | Carl                          |
| 2008 | Greener Mountains                     | Three-toe                     |
| 2008 | The Echo                              | Walter                        |
| 2008 | Winged Creatures                      | Bagman                        |
| 2009 | X-Men Origins: Wolverine              | Frederick J. Dukes / The Blob |
| 2009 | Otis E.                               | Otis                          |
| 2010 | Legion                                | Gabriel                       |
| 2010 | Robin Hood                            | Little John                   |
| 2011 | I Am Number Four                      | Mogadorian                    |
| 2011 | Citizen Gangster                      | Lenny Jackson                 |
| 2011 | Real Steel                            | Ricky                         |
| 2012 | Cosmopolis                            | Torval                        |
| 2012 | Resident Evil: Retribution            | Barry Burton                  |
| 2012 | A Dark Truth                          | Tor                           |
| 2013 | Devil's Knot                          | John Mark Byers               |
| 2013 | Fruitvale Station                     | Agente Caruso                 |
| 2013 | Cazadores de sombras: Ciudad de hueso | Emil Pangborn                 |
| 2014 | Dark Was the Night                    | Paul Shields                  |
| 2014 | Winter's Tale                         | Cesar Tan                     |
| 2014 | Noah                                  | Rameel                        |
| 2014 | The Captive                           | Mika                          |
| 2014 | Garm Wars: The Last Druid             | Skellig                       |
| 2017 | Tragedy Girls                         | Lowell Orson Lehmann          |
| 2018 | Bigger                                | Bill Hauck                    |
| 2018 | Take Point                            | Markus                        |
| 2019 | Primal                                | Richard Loffler               |
| 2021 | Dangerous                             | Cole                          |
| 2024 | Kingdom of the Planet of the Apes     | Proximus Caesar               |
| 2024 | Abigail                               | Peter                         |

### Televisión
| Año        | Título                                 | Personaje                       | Observaciones  |
| ---------- | -------------------------------------- | ------------------------------- | -------------- |
| 1997       | Exhibit A: Secrets of Forensic Science | John Greer                      | 1 episodio     |
| 1999       | Beggars and Choosers                   | Cliff                           |                |
| 1999       | Hard Time: Hostage Hotel               | Kenny, Flynn's henchman         | Película de TV |
| 2000       | The Outer Limits                       | Alan                            | 1 episodio     |
| 2000       | ER                                     | Mr. Mooney                      | 1 episodio     |
| 2000       | Stargate SG-1                          | Lord Zipacna                    | 3 episodios    |
| 2001       | Dark Angel                             | Joshua                          | 14 episodios   |
| 2002       | Taken                                  | Vagabundo en tren               | Película de TV |
| 2003       | Dead Like Me                           | Chuck                           | 1 episodio     |
| 2003       | Tarzan                                 | Gregory Creal/Trevor Whedon     | 1 episodio     |
| 2003       | Mob Princess                           | Claudio                         | Película de TV |
| 2004       | The Goodbye Girl                       | Earl                            | Película de TV |
| 2004       | Touching Evil                          | Agente Jay Swopes               | 12 episodios   |
| 2005       | The Collector                          | El Diablo/Conductor de autobús  | 1 episodio     |
| 2005       | Andrómeda                              | Elysian                         | 2 episodios    |
| 2005       | Threshold                              | Tripulante Sonntag              | 2 episodios    |
| 2005       | CSI: Crime Scene Investigation         | Connor Daly                     | 1 episodio     |
| 2006       | Kyle XY                                | Oficial de policía en la fiesta | 1 episodio     |
| 2006       | The Dead Zone                          | Cabot                           | 1 episodio     |
| 2006       | 12 Hours to Live                       | John Carl Lowman                | Película de TV |
| 2006       | Without a Trace                        | Travis Holt                     | 1 episodio     |
| 2007       | CSI: Miami                             | Mike Newberry                   | 1 episodio     |
| 2007       | Shark                                  | Rick Carris                     | 1 episodio     |
| 2008, 2010 | Lost                                   | Martin Keamy                    | 12 episodios   |
| 2010       | American Dad!                          | No acreditado                   | 1 episodio     |
| 2012       | Republic of Doyle                      | Donnie Squires                  |                |
| 2014–2017  | The Strain                             | Vasiliy Fet                     |                |
| 2015-2016  | Vikings                                | Harbard                         | 5 episodios    |
| 2017       | Trial & Error                          | Rutger Hiss                     | 4 episodios    |
| 2019       | Swamp Thing                            | Jason Woodrue                   | 9 episodios    |
| 2022       | Locke & Key                            | Capitán Frederick Gideon        | 8 episodios    |